# Maleme
Maleme (griechisch Μάλεμε [ˈmalɛmɛ] (n. sg.)) ist eine Ortschaft an der Nordwestküste Kretas mit 710 Einwohnern. Verwaltungstechnisch zählt Maleme zum Gemeindebezirk Platanias. In Deutschland, Österreich, Großbritannien, Australien und Neuseeland ist Maleme wegen der Luftlandeoperation im Jahr 1941 im Rahmen der Schlacht um Kreta während des Zweiten Weltkrieges bekannt.

## Lage
Die Ortschaft Maleme (Τ.Δ. Μάλεμε) ist der nordwestlichste Teil des Gemeindebezirks Platanias. Das Gebiet erstreckt sich auf einer Länge von mehr als drei Kilometern entlang der Küste des Golfs von Chania (Kolpos Chanion Κόλπος Χανίων), von der Ortschaft Tavronitis des Gemeindebezirks Voukolies im Westen bis zur Ortschaft Kondomari im Gemeindebezirk Platanias im Osten. Im Süden etwa einen Kilometer landeinwärts grenzen die Ortschaften Vlacheronitissa und Xamoudochori an.
Durch Maleme verläuft die alte Nationalstraße zwischen Kissamos und Chania (16 km entfernt), die Autobahn 90 verläuft unmittelbar südlich des Dorfes. Westlich des Dorfes liegt der Flugplatz Maleme (Αεροδρόμιο Μάλεμε). Der Deutsche Soldatenfriedhof und die Höhe 107 liegen weiter südlich auf dem Gebiet der Ortschaft Vlacheronitissa.

## Geschichte
Maleme war vermutlich bereits in frühchristlicher Zeit besiedelt. Die Ortsbezeichnung Maleme wurde zum ersten Mal 1577 schriftlich von Francesco Barozzi in der Volkszählung während der venezianischen Herrschaft erwähnt. Auch Kastrofylakas überlieferte den Namen 1583, bei Francesco Basilicata lautete 1630 die Ortsbezeichnung Malema.
Ein spätminoisches Kuppelgrab wurde in der Nähe des Soldatenfriedhofs freigelegt.

### Zweiter Weltkrieg

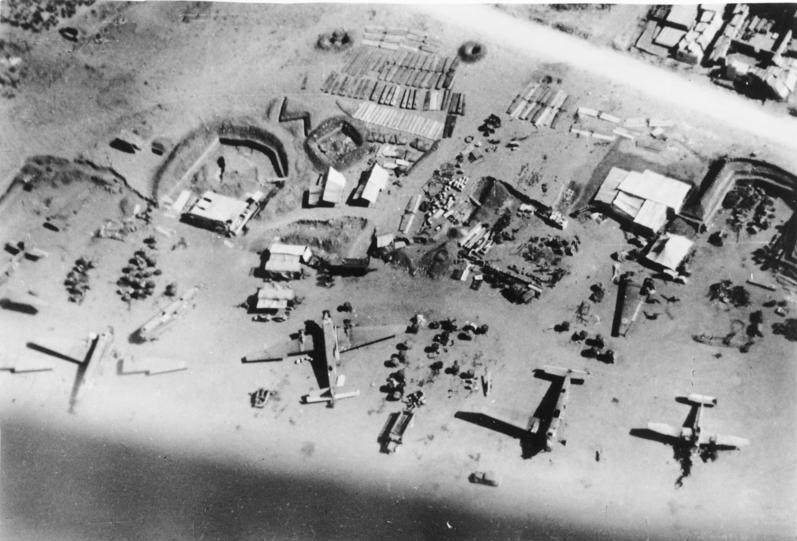
Sammelplatz des deutschen Generalluftzeugmeisters in Maleme zur Instandhaltung der Kampfflugzeuge im August 1941

Im Zweiten Weltkrieg befahl das deutsche Staatsoberhaupt, Adolf Hitler, die Eroberung Kretas. Am 25. April 1941 wurde die Weisung Nr. 28 des Oberkommandos der Wehrmacht (OKW) erlassen und Maleme wurde eines der wichtigsten Angriffsziele der Operation Merkur. In Maleme befand sich der größte Flugplatz der Insel, der von der Royal Air Force kontrolliert wurde. Am 20. Mai 1941 landeten deutsche Fallschirmjäger der Kampfgruppe West unter dem Befehl von Generalmajor Eugen Meindl, bestehend aus dem verstärkten Luftlande-Sturm-Regiment und dem Fallschirm-Jäger-Regiment 3 der 1. Fallschirmjäger-Division morgens bei Maleme. Gegen den Widerstand der alliierten Truppen unter dem Befehlshaber General Bernard Freyberg, mit der neuseeländischen 2. Division im Raum Maleme und Galatas, bestehend aus Briten und Neuseeländern, unterstützt durch rund 3.500 kretische Widerstandskämpfer. In Maleme sollte die neuseeländische 5. Brigade den Flugplatz verteidigen und die deutschen Fallschirmjäger durch Gegenangriffe vernichten und eine bewegliche Verteidigung durchführen. Am 21. Mai konnten jedoch weitere Fallschirmjäger und Truppen der Gebirgsjäger-Regiments 100 unter schwerem Artilleriefeuer durch alliierte Truppen von der dominierenden Höhe 107 am Flugplatz Maleme landen und ihn und auch das Dorf einnehmen. Am folgenden Tag landeten deutsche Ju 52 auf dem eroberten Flugplatz und brachten dringend benötigten Nachschub und schwere Waffen. Aufgrund der deutschen Luftüberlegenheit gelang es bis zum Abend, die alliierten Truppen weiter zurückzudrängen und am dritten Tag war der Flugplatz zu einer brauchbaren Operationsbasis für die deutschen Truppen hergerichtet worden. Am 23. Mai zogen die alliierten Verteidiger ihre Truppen bis nach Galatas vor Chania zurück. Bis zum 26. Mai konnte Maleme weiter als Luftlandekopf ausgebaut werden. Bereits in der Nacht zum 27. Mai gestand General Freyberg die Niederlage ein und beantragte die Evakuierung der alliierten Truppen, der das britische Oberkommando zustimmte und somit Kreta aufgab. Die alliierten Soldaten schlugen sich bis zur Südküste durch und wurden dann per Schiff nach Ägypten evakuiert.
Maleme hatte bei der Luftlandeschlacht für die gesamte Operation die entscheidende Bedeutung und war der einzige Flugplatz, den die Deutschen rechtzeitig unter Kontrolle bringen konnten.

## Deutscher Soldatenfriedhof
Südlich der Höhe 107 wurde am 6. Oktober 1974 durch den Volksbund Deutsche Kriegsgräberfürsorge der deutsche Soldatenfriedhof eingeweiht. Auf der Anlage befinden sich die Gräber von 4.465 Gefallenen. Ranghöchstes Grab ist das des Generals der Fallschirmtruppe Bruno Bräuer, der 1947 wegen Kriegsverbrechen in Athen angeklagt, hingerichtet und schließlich in den 1970er Jahren hierher umgebettet wurde.

## Zitat
„An der Küstenstraße von Chania in Richtung Westen weist ein Schild zu einem deutschen Soldatenfriedhof. Eine schmale Straße führt durch Weingärten zu einem Hügel und endet auf halber Höhe vor einem schmiedeeisernen Tor. Dahinter ein Haus mit vielen Schautafeln, Totenverzeichnis und Besucherbuch. „Warum?“ steht da immer wieder geschrieben, „warum?“ in vielen Sprachen Europas.“

Deutscher Soldatenfriedhof
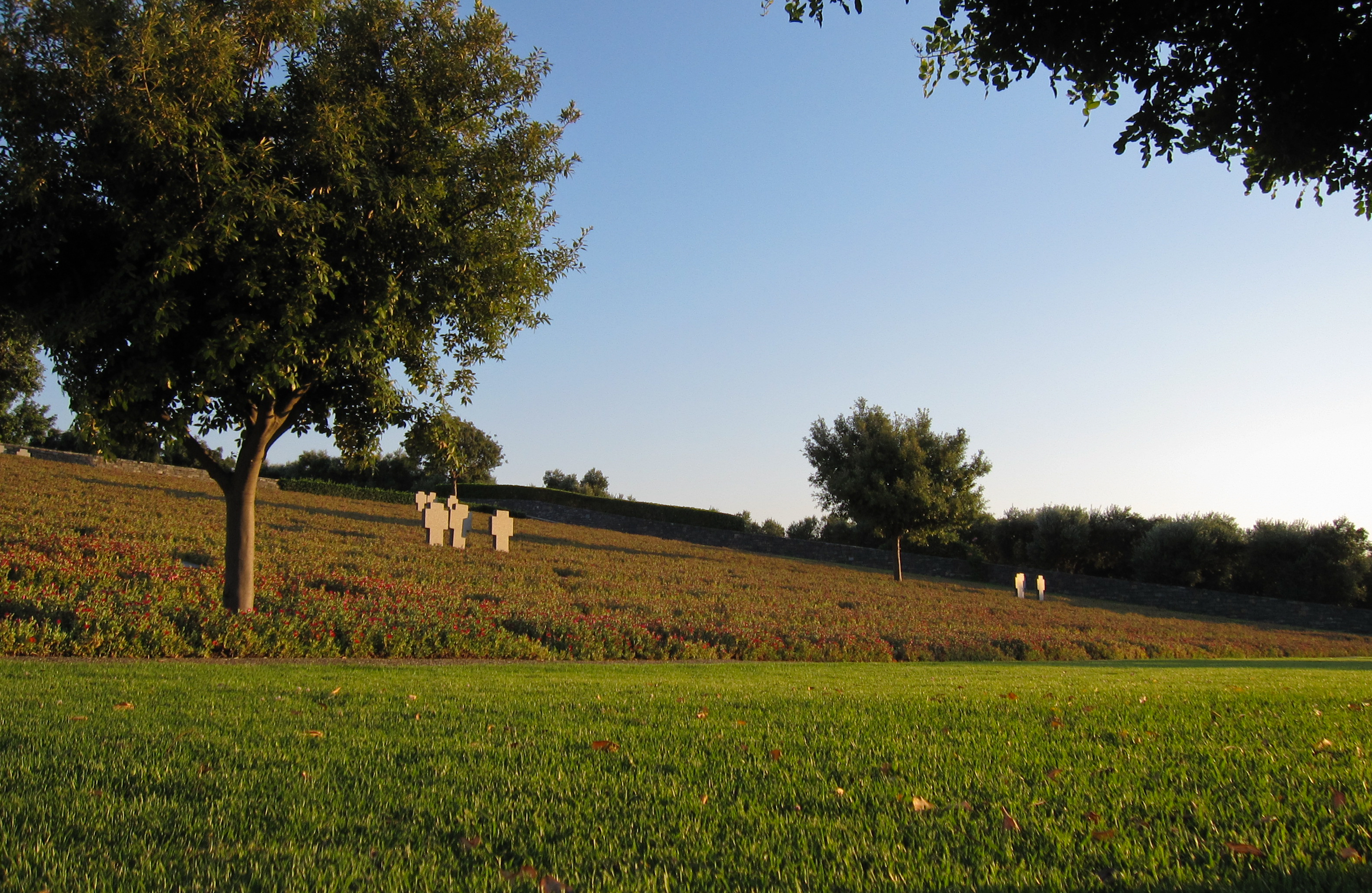
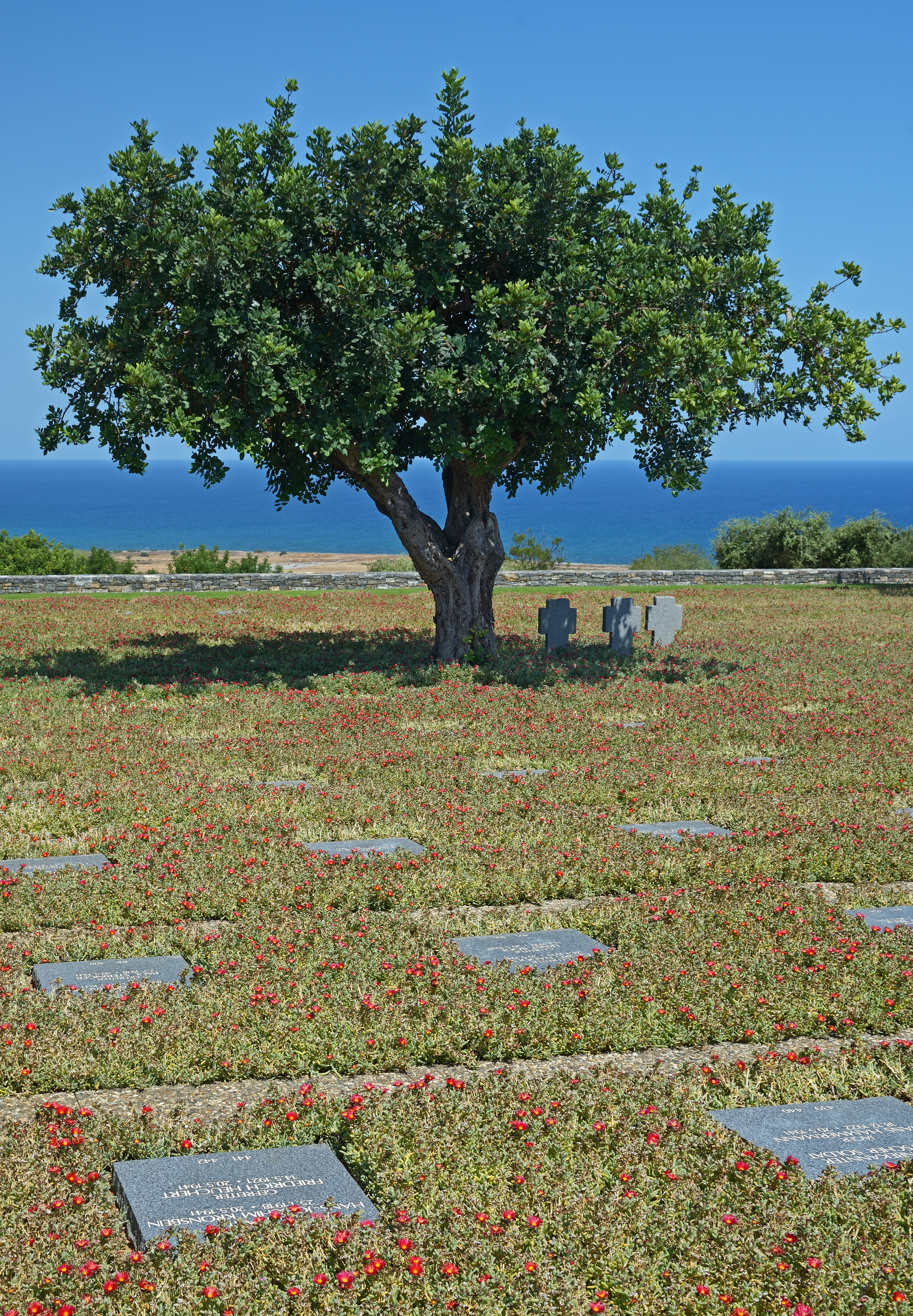

## Flugplatz Maleme

Fünf ausgemusterte Flugzeuge der griechischen Luftwaffe auf dem Flugplatz Maleme

Der Flugplatz Maleme () wurde 1941 errichtet. Die beiden asphaltierten Start- und Landebahnen sind 1050 m (Ausrichtung: 13L/31R) und 950 m (Ausrichtung: 03L/21R) lang. Der Flugplatz liegt auf einer Höhe von 5 m (16 ft) über dem Meeresspiegel.

### Geschichte des Flugplatzes
Kurz vor der deutschen Luftinvasion hatten die Briten für die Royal Air Force in Maleme bis Februar 1941 einen Flugplatz gebaut. Die Dorfbewohner Malemes hatten den britischen Truppen diese Fläche zur Verfügung gestellt.
Der Flugplatz Maleme (Αεροδρόμιο Μάλεμε) ist bis heute in Benutzung und war bis 1959 auch als öffentlicher Flugplatz für Chania in Betrieb. Seitdem ist dieser ein kleiner Stützpunkt der griechischen Luftwaffe und wird auch mit Genehmigung vom Chania Aeroclub betrieben. Neben dem Flugfeld sind fünf ausgemusterte Flugzeuge der griechischen Luftwaffe, F-5, T-33, F-84F und RF-84, und F-104 „Starfighter“ ausgestellt.

## Maleme-Stadion
In Maleme befindet sich ein kleines Stadion für 1000 Zuschauer, in welchem der benachbarte AO Platanias manchmal Spiele abhält.